# Asantha Cooray
Asantha Cooray, né en 1973, est professeur titulaire et membre de la chancellerie à l'université de Californie à Irvine (UCI), en Californie, États-Unis. Son domaine d'expertise en recherche s'étend à la cosmologie et à l'astrophysique théorique. On lui doit des contributions significatives à différents sujets tels que les modèles des halos relatifs aux distributions de galaxies dans les structures à grande échelle de l'Univers. Il a également développé des méthodes de mesure et de quantification des propriétés physiques de l'énergie sombre et de la matière noire dans l'univers. Cooray est également l'éditeur scientifique du Journal of Cosmology and Astroparticle Physics (JCAP), une revue de pointe pour les cosmologistes publiée par l'Institute of Physics Publishing (IOP) au nom de l'École nationale supérieure d'études avancées (SISSA) à Trieste (Italie).

## Études
Cooray effectua sa scolarité du primaire et du secondaire au Royal College de Colombo (Sri Lanka). Il suivit ensuite son premier cycle de physique et mathématiques au Massachusetts Institute of Technology (MIT), à Cambridge au Massachusetts, États-Unis, et obtint en 2001 un doctorat en astrophysique à l'université de Chicago, à Chicago (Illinois), aux États-Unis, sous l'égide de Wayne Hu.

## Carrière
De 2001 à 2005, il fut Sherman Fairchild Senior Research Fellow en astrophysique théorique au California Institute of Technology (Caltech), fondé par la fondation Sherman Fairchild (en). Il a reçu un prix de récompense de développement de début de carrière (CAREER) de la National Science Foundation en 2007.

## Publications
- Liste de publications

## Source
- (en) Cet article est partiellement ou en totalité issu de l’article de Wikipédia en anglais intitulé « Asantha Cooray » (voir la liste des auteurs).